# Dansk Selskab for Otolaryngologi - Hoved & Halskirurgi
Dansk Selskab for Otolaryngologi, Hoved- & Halskirurgi (forkortet DSOHH) blev oprettet i 1899 som et forum for udveksling af kliniske og videnskabelige informationer og synspunkter mellem læger beskæftiget med oto-rhino-laryngologien. Siden da har selskabet afholdt næsten 900 videnskabelige møder og været engageret i alle specialets aspekter, fra videnskabelige foredrag til speciallægeuddannelse, efteruddannelse, afvikling af skandinaviske kongresser samt en række organisatoriske problemstillinger. Selskabet er tilknyttet Dansk Medicinsk Selskab og har for tiden 556 medlemmer fordelt på 3 søjler; yngre læger, overlæger og praktiserende speciallæger. 

## Dansk Oto-rhino-laryngologi grundlægges
- Wilhelm Meyer – Dansk Otolaryngologis fader

Fra at diagnose og behandling af lidelser i øre-næse- og halsområdet blev varetaget af kirurger og til dels medicinere, oplevede man i anden halvdel af 1800-tallet en tiltagende specialisering. 
Lægen Wilhelm Meyer (1824-1895) havde observeret mange patienter med øre-, næse- og hals relaterede sygdomme i sin lægepraksis og blev tiltagende interesseret i deres behandling. Han åbnede derfor i 1865 den første øreklinik i København. Efter at have set en lang række patienter beskrev han i 1868 som den første adenoide vegetationer og deres følger (tunghørhed, snøvlende tale, ophævet næserespiration). Ligeledes gav han en beskrivelse af den kirurgiske fjernelse af vegetationerne. Med denne opdagelse blev han anerkendt i internationale lægekredse. Wilhelm Meyer døde i 1895 på en rejse i Italien.
I de efterfølgende årtier åbnede flere ørelægepraksis, dels bemandet med Meyers tidligere assistenter, dels med andre otolaryngologisk interesserede læger. Den otolaryngologiske ekspertise var i vid omfang opnået ved selvstudium og ved studierejser. Omkring århundredeskiftet fandtes allerede 14 praktiserende ørelæger i København og 9 i provinsen. Samtidig blev de første øreklinikker på offentlige sygehuse grundlagt. 
I 1883 etablerede Ernst Schmiegelow (1856-1949), som havde erhvervet sin oto-laryngologiske viden på en række studierejser til udlandet, en beskeden poliklinik på Kommunehospitalet i København. Siden kom flere ambulante klinikker til og i 1884 opnåede Schmiegelow indlæggelsesret på Sankt Josephs Hospital. I 1898 begyndte Schmiegelow sin virksomhed på Frederiks Hospital, hvor han oprettede universitetsøreklinikken. Han blev docent i oto-laryngologi ved universitetet og senere i 1901 titulær professor i faget. På det ny Rigshospital blev der i 1910 oprettet en regelret oto-laryngologisk afdeling hvor Schmiegelow blev overlæge. I 1916 fik han titel som fungerende professor i oto-laryngologi ved Københavns Universitet.
En af Meyers assistenter – Holger Mygind (1855-1928) – var en anden af de oto-laryngologiske forgangsmænd i denne periode. Efter ansættelse hos Meyer, etablerede han i 1889 sin egen øre-, næse- og halsklinik i København. Han dygtiggjorde sig med studierejser til bl.a. England og USA og blev i hhv. 1897 og 1898 chef for de otologiske klinikker på Garnisons Sygehuset og Kommunehospitalet. I 1905 lykkedes det Mygind at indrette landets første store offentlige oto-laryngologiske afdeling med sengepladser på Kommunehospitalet (7. afdeling, sammen med øjenafdelingen).
Med oprettelsen af øreklinikker, hospitalsafdelinger og et regelret professorat var det oto-laryngologiske speciale således blevet en realitet.

## Selskabets grundlæggelse
Som i andre specialfag, havde lægerne i det nyoprettede oto-laryngologiske speciale behov for udveksling af erfaringer og ideer. Hidtil havde møder i Københavns Medicinske Selskab opfyldt denne funktion, men dette kunne ikke længere varetage opgaven tilfredsstillende. Schmiegelow og hans kollega Anders Grønbech (1857-1912) fremkom i 1899 med ideen om etablering af en oto-laryngologisk forening. Man indkaldte de oto-laryngologisk orienterede læger til et møde den 25. februar 1899. Ud over Schmiegelow og Grønbech kom ni otolaryngologer til det stiftende møde (M. Buhl, V. Keckscher, G. Kiær, V. Klein, J. Møller, H. Saxild, H. Schousboe, V. Stein og A. Vincent). Dansk Otolaryngologisk Forening med Ernst Schmiegelow som formand var blevet stiftet.

## Selskabets udvikling 1899 – 1945
Schmiegelow og den første bestyrelse sad uændret indtil 1904. Det år blev der afholdt den første egentlige generalforsamling, hvor Grønbech afløste Schmiegelow som formand. I 1905 sluttede Mygind sig til foreningen. Foreningens møder blev i starten afholdt på Frederiks Hospital, men blev i forbindelse med etableringen af andre øreafdelinger lidt efter lidt også afholdt på Rigshospitalet, Kommunehospitalet, Finseninstituttet samt i provinsen. Enkelte møder afholdtes i Skåne, da der efterhånden var blevet optaget et ikke ubetydeligt antal svenskere i foreningen. 
I 1908 blev foreningens navn ændret til Dansk Otolaryngologisk Selskab (forkortet DOS), da man ikke længere skulle varetage medlemmernes økonomiske forhold overfor sygekasserne. 
Medlemstallet steg stødt gennem de efterfølgende år:
1899: 11 medlemmer
1902: 19 medlemmer 
1908: 25 medlemmer 
1912: 36 medlemmer 
1925: 66 medlemmer 
1935: 88 medlemmer 
1940: 110 medlemmer 
1945: 144 medlemmer 

Der blev årligt afholdt en række møder (i mange år 6-8 møder), hvor videnskabelige arbejder blev præsenteret og forskellige sygehistorier og behandlinger diskuteret. Fra 1908 blev der indført foredrag ved internationalt kendte foredragsholdere. Referater fra møderne og de videnskabelige foredrag blev – og bliver fortsat – udgivet i de årlige Selskabsforhandlinger.
I 1909 fremsatte Mygind forslag om at afholde en sammenkomst af skandinaviske otolaryngologer. Dette resulterede i afholdelse af den 1. Nordiske Otolaryngolog Kongres i København i 1911 med Mygind som præsident. Ved den lejlighed blev Nordisk Otolaryngologisk Forening stiftet. I de efterfølgende år blev disse kongresser – bortset fra krigsårene – afholdt hvert 3. år i forskellige byer i Norden.
Efter mange års forhandlinger lykkedes det i 1918 at indføre en specialistforordning, som formaliserede uddannelsen og retten til at benytte betegnelsen oto-laryngolog. Dette havde været vanskelig, da man i almen kirurgiske kredse havde været imod en tiltagende specialisering i lægefaget.
I 1918 – på 50 års dagen for Wilhelm Meyers publikationen om de adenoide vegetationer – startede udgivelsen af tidsskriftet Acta Oto-laryngologica (Stockholm) på foranledning af Gunnar Holmgren. I dette tidsskrift blev – og bliver den dag i dag – ud over almindelige videnskabelige artikler også udgivet proceedings fra de Nordiske Kongresser.
I 1928 blev den 1. Internationale Otolaryngologkongres afholdt i København. Tidligere havde der været afholdt internationale lægekongresser med særskilte laryngologiske og otologiske sessioner. 

Selskabets formænd i perioden til 1945:
1899-1904 Ernst Schmiegelow
1904-1906 Anders Grønbech
1906-1907 Victor Bremer
1907-1909 Holger Mygind
1909-1911 Gottlieb Kiær
1911-1913 Jørgen Møller
1913-1915 Ernst Schmiegelow
1915-1917 Holger Mygind
1917-1919 Laurentius Mahler
1919-1921 Niels Reinhold Blegvad
1921-1923 Anders Thornval
1923-1925 Hans Jacob Schousboe
1925-1927 Ove Adil Strandberg
1927-1929 Robert Lund
1929-1931 Gustav Borries
1931-1933 Viggo Schmidt
1933-1935 Frans Norsk
1935-1937 Sidney Holger Mygind
1937-1939 Dida Dedering
1939-1941 Paul Mørch
1941-1943 Jens Kragh
1943-1945 Jørgen Falbe-Hansen

## Selskabet efter 1945
Første møde i Selskabet efter krigen blev afholdt den 22. september 1945 på Kommunehospitalet.
Selskabets 50 års jubilæum blev fejret i 1949 med repræsentanter fra alle nordiske lande.
Første møde i Selskabet om audiologi fandt sted i 1950. Regeringen vedtog lov on tunghøre og døve, hvilket resulterede i oprettelsen af 3 hørecentraler.
I 1951 blev der indført §14 udvalg m.h.p at vurdere kvalifikationer af overlægeansøgere med hhv. 1 repræsentant fra København, fra provinsen og fra det samlede selskab.
Første efteruddannelseskursus (i bronchoskopi) blev afholdt i 1958.
Selskabets 60 års jubilæum blev fejret i 1959. Samme år indførte man en otolaryngologisk diagnoseliste i overensstemmelse med den nye internationale sygdomsklassifikation.
I slutningen af 1950'erne og begyndelsen af 1960'erne begyndte man at udarbejde forslag til den postgraduate uddannelse (de senere A-kurser). Bl.a. fremlagde man krav om 3 måneders audiologi.
På opfordring af Dansk Medicinsk Selskab blev der i 1963 oprettet et forskningsudvalg.
Nye specialistregler trådte i kraft den 1. juni 1966. Øreafdelingerne blev klassificeret i a-, b- og c- afdelinger med specielle uddannelses kompetencer. Ud over den kliniske otorhinolaryngologiske uddannelse blev der krævet gennemførelse af et teoretisk kursus (A-kursus) samt 3 måneders audiologisk uddannelse.
I 1968 – i 100 året for Wilhelm Meyers publikation om adenoide vegetationer – afholdt Selskabet den første Wilhelm Meyer forelæsning, som efterfølgende skulle holdes hvert 3. år. Første foredragsholder var Harold Schuknecht fra Boston med foredraget: Komplikationer ved stapedektomi.
I forbindelse med Selskabets 75 års jubilæum i 1974 blev der afholdt en lang række foredrag, herunder også nogle med historisk indhold. Desuden indførte man for første gang et logo. Dette var udført af ørelæge Olaf Boserup Kirstein. 
I løbet af 1970'erne og 80'erne foregik en del diskussion om videreuddannelseforholdene med nærmere definition af den lægelige videreuddannelse i oto-rhino-laryngologi. Senere, i begyndelsen af 1990'erne, blev faststillings- og uddannelsesreformen med etablering af blokansættelser drøftet. Bl.a. blev der indført målbeskrivelser for faget og uddannelsesprogrammer på afdelingerne blev obligatoriske. 
I 1988 blev Ørelæge Hans Skouby's og Hustru Emma Skouby's Fond Arkiveret 5. maj 2006 hos  Wayback Machine oprettet.
I 1991 blev der indført stillingsbetegnelsen overenskomsansatte vagtbærende overlæger. Samme år blev Selskabets navn ændret til:
Dansk Selskab for Otolaryngologi – Hoved & Halskirurgi (DSOHH)
Samtidig blev logoet ændret til den aktuelle udgave.
Speciallægebekendtgørelsen trådte også i kraft i 1991. Her indførte man begrebet enkeltstillingsklassifikation.
Selskabet gennemgik i [1994] en gennemgribende strukturændring, idet det fremover blev organiseret i følgende udvalg: Specialistregeludvalg, Kursusudvalg, Efteruddannelsesudvalg, Forsknings- og Fondsudvalg, Internationalt udvalg, Koordinationsudvalg. 
Poul Traun-Pedersens mindelegat blev stiftet i 1995. 
I 1999 blev 100 års jubilæet fejret med stor deltagelse af Selskabets medlemmer.
Medlemstallet gennem årene:
1945: 144 medlemmer
1950: 153 medlemmer
1960: 171 medlemmer
1970: 220 medlemmer 
1980: 359 medlemmer
1990: 447 medlemmer
2005: 541 medlemmer
Selskabets formænd siden 1945:
1945-1947 Børge Larsen
1947-1949 Niels Reinhold Blegvad
1949-1951 Hans Christian Andersen
1951-1953 Helmer Rasmussen
1953-1955 Otto Metz
1955-1957 Niels Riskær
1957-1959 Harald K. Kristensen
1959-1961 Harald Ewertsen
1961-1963 Karsten Kettel
1963-1965 Steen Johnsen
1965-1967 Erik Zwergius
1967-1969 K.A. Thomsen
1969-1971 C.V. Munthe Fog
1971-1973 Gunnar Everberg
1973-1974 Jørgen Arnvig
1974-1976 Henning Sørensen
1976-1978 Ole Elbrønd
1978-1980 Mirko Tos
1980-1982 Ebbe Thomsen
1982-1985 Erik Peitersen
1985-1988 Torben Brask
1988-1991 Martin Balslev Jørgensen
1991-1994 Chr. Brahe Pedersen
1994-1997 Per Bonding
1997-2000 Ulrik Pedersen
2000-2003 Søren Vesterhauge
2003-2005 Jørn Rosborg
2005-2008 Lars Holme Nielsen
2008-2011 Lars Vendelbo Johansen
2011- Mads Klokker